# Nicolas Nkoulou
Nicolas Julio Nkoulou Ndoubena (ur. 27 marca 1990 w Jaunde) – kameruński piłkarz występujący na pozycji obrońcy w tureckim Gaziantep oraz w reprezentacji Kamerunu.

## Kariera klubowa
Karierę piłkarską Nkoulou rozpoczął w szkole sportowej o nazwie Kadji Sports Academy, mającej siedzibę w Duali. W 2007 roku został piłkarzem francuskiego AS Monaco. Trafił wówczas do zespołu rezerw. Przez rok występował z nim w rozgrywkach czwartej ligi francuskiej, a w 2008 roku awansował do kadry pierwszej drużyny. Wystąpił w przedsezonowych sparingach z Toulouse FC i NK Zagrzeb, a swój ligowy debiut zanotował 13 września 2008 w meczu z FC Lorient, wygranym przez Monaco 2:0. W sezonie 2008/2009 stał się podstawowym zawodnikiem Monaco i rozegrał w nim 24 ligowe mecze.

## Kariera reprezentacyjna
W 2008 roku Nkoulou wystąpił wraz z reprezentacją Kamerunu U-23 na Igrzyskach Olimpijskich w Pekinie i dotarł na nich do ćwierćfinału. W reprezentacji Kamerunu zadebiutował 19 listopada 2008 roku w przegranym 2:3 towarzyskim meczu z Republiką Południowej Afryki. W 2010 roku został powołany przez selekcjonera Paula Le Guena do kadry na Puchar Narodów Afryki 2010.